# Паулетт, Питер
Пи́тер Иа́н Па́улетт (англ. Peter Ian Pawlett; род. 3 февраля 1991, Кингстон-апон-Халл) — английский и шотландский футболист, правый полузащитник клуба «Данди Юнайтед».

## Клубная карьера

### «Абердин»
Питер родился 3 февраля 1991 года в английском городе Кингстон-апон-Халл. Ещё в детстве Паулетт вместе со своими родителями переехал в Шотландию, где начал обучаться футбольному мастерству в Академии клуба «Абердин». 1 июля 2007 года молодой полузащитник подписал с «красными» свой первый профессиональный контракт. Дебют Паулетта в первом составе «Абердина» состоялся 17 февраля 2009 года, когда его команда в рамках Кубка Шотландии встречалась с клубом «Ист Файф». Пятью днями ранее Питер пролонгировал с абердинцами соглашение о сотрудничестве ещё на три года. 2 мая того же года хавбек впервые принял участие в матче шотландской Премьер-лиги, выйдя на замену в поединке против «Селтика». Через две недели Паулетт в первый раз в своей карьере был поставлен в основной состав «Абердина» — в тот день «донс» играли с «Рейнджерс». 8 декабря 2009 года за свою хорошую игру в ноябре полузащитник был удостоен награды «Молодой игрок месяца шотландской Премьер-лиги».
В январе 2010 года Питер получил травму колена. Повреждение потребовало хирургического вмешательства. Позднее было сообщено, что в строй Паулетт вернётся не ранее начала сезона 2010/11.
30 апреля 2011 года полузащитник забил свой первый гол за «Абердин», поразив ворота «Инвернесс Каледониан Тисл», причём мяч Питера стал победным для его команды в этой встрече.

### «Сент-Джонстон»
23 августа 2013 года Паулетт по арендному соглашению до января будущего года пополнил ряды клуба «Сент-Джонстон». Уже через два дня Питер дебютировал в первом составе «святых», выйдя на замену вместо Патрика Крегга в гостевом матче с «Хибернианом».

### Клубная статистика
| Клуб                     | Сезон                    | Чемпионат | Чемпионат | Кубок | Кубок | Кубок Лиги | Кубок Лиги | Еврокубки | Еврокубки | Итого | Итого |
| Клуб                     | Сезон                    | Игры      | Голы      | Игры  | Голы  | Игры       | Голы       | Игры      | Голы      | Игры  | Голы  |
| ------------------------ | ------------------------ | --------- | --------- | ----- | ----- | ---------- | ---------- | --------- | --------- | ----- | ----- |
| Абердин                  | 2008/09                  | 5         | 0         | 1     | 0     | —          | —          | —         | —         | 6     | 0     |
| Абердин                  | 2009/10                  | 14        | 0         | 2     | 0     | —          | —          | —         | —         | 16    | 0     |
| Абердин                  | 2010/11                  | 13        | 1         | 2     | 0     | 1          | 0          | —         | —         | 16    | 1     |
| Абердин                  | 2011/12                  | 21        | 0         | 2     | 0     | 2          | 0          | —         | —         | 25    | 0     |
| Абердин                  | 2012/13                  | 9         | 0         | —     | —     | 1          | 0          | —         | —         | 10    | 0     |
| Всего за «Абердин»       | Всего за «Абердин»       | 62        | 1         | 7     | 0     | 4          | 0          | 0         | 0         | 73    | 1     |
| Сент-Джонстон            | 2012/13                  | 9         | 0         | —     | —     | —          | —          | —         | —         | 9     | 0     |
| Всего за «Сент-Джонстон» | Всего за «Сент-Джонстон» | 9         | 0         | 0     | 0     | 0          | 0          | 0         | 0         | 9     | 0     |
| Всего за карьеру         | Всего за карьеру         | 71        | 1         | 7     | 0     | 4          | 0          | 0         | 0         | 82    | 1     |

(откорректировано по состоянию на 30 марта 2013)

## Сборная Шотландии
Несмотря на то, что Паулетт родился в Англии и имел гражданство этой страны, в ноябре 2009 года он был призван под знамёна сборной Шотландии (до 19 лет) на товарищеский матч против Германии. Это стало возможным благодаря новому правилу ФИФА, по которому футболист, обладающий британским паспортом, может на международном уровне представлять любого из четырёх членов Содружества, при условии того, что он работал или учился в этой стране не менее пяти лет. С 2011 по 2012 год Паулетт являлся игроком молодёжной сборной Шотландии, в составе которой он дебютировал 5 сентября 2011 года, выйдя на замену вместо Скотта Аллана в поединке со сверстниками Болгарии.

## Достижения

### Командные достижения
«Мотеруэлл»
- Финалист Кубка Шотландии: 2010/11

 «Абердин»
- Обладатель Кубка шотландской лиги: 2013/14

### Личные достижения
- Молодой игрок месяца шотландской Премьер-лиги: ноябрь 2009

## Игровые характеристики
Паулетт обладает хорошей скоростью и видением поля. Также специалисты отмечают необычайное хладнокровие и выдержку, несмотря на молодой возраст футболиста.

## Вне футбольного поля
Агентом Питера является в прошлом известный нападающий национальной сборной Шотландии Даррен Джексон.